# Eddy Yusof
Eddy Yusof (Pfäffikon, 2 ottobre 1994) è un ginnasta svizzero.

## Palmarès
- Europei

Berna 2016: argento nella gara a squadre.